# Смешарики. Параллельные миры
«Смешарики. Параллельные миры» — пластилиновая компьютерная игра в жанре квеста, разработанная студией Trickster Games и изданная компанией Новый Диск 22 января 2009 года для персональных компьютеров. В отличие от других игр по Смешарикам, сюжет игры оригинален и не основан на сериях мультсериала.

## Игровой процесс
Игра представляет собой классический квест с трёхмерной пластилиновой графикой. Играть можно за двух персонажей — Кроша и Ёжика. Одновременно можно играть только за одного персонажа, а переключать персонажа можно правой кнопкой мыши. Менять персонажей приходится довольно часто, так как некоторые задания может выполнить только Крош, а некоторые — только Ёжик. Игрок перемещается по различным локациям, решает логические задачи, собирает предметы и выполняет поручения других персонажей. Основная цель — помочь друзьям вернуться из параллельного мира, выполняя задания и восстанавливая работу машины перемещений. Геймплей построен на традиционной механике point-and-click-квестов: управление осуществляется с помощью мыши, персонажи перемещаются по локации по клику, взаимодействие с предметами и другими смешариками происходит через контекстные действия. Многие задачи требуют собрать несколько объектов и использовать их в нужной последовательности или в нужном месте. Например, чтобы пройти по затопленному мостику, игроку необходимо сначала добыть швабру, затем фен и поэтапно устранить воду с поверхности. Некоторые задания критики сочли слишком сложными для детской игры.

## Сюжет
В стране Смешариков приближается День Изобретателя. Для этого праздника каждый смешарик должен подготовить какое-нибудь изобретение. Крош и Ёжик решили сделать воздушный змей с моторчиком, и пошли в ангар Пина за инструментами. Там они увидели машину для перемещения между параллельными мирами, которую конструировал Пин, и воспользовались ею, переместившись в пластилиновый параллельный мир. После перемещения Ёжик впал в транс.
Крош чинит вентиляцию в ангаре, после чего Ёжик приходит в себя. Вместе они идут к реке, чинят сломанный мост, и, перейдя его, выходят к развилке с указателями к домикам смешариков, но они сломаны. Чтобы восстановить дороги, нужно было найти символы каждого смешарика и вставить их в соответствующие указатели. Далее Крош и Ёжик идут к другим смешарикам и помогают им.
Кар-Карыч захотел пойти в гости к Совунье, но без гостинца идти не хотел. Тогда Ёжик отдал ему пучок мяты, выращенной у Копатыча, и Кар-Карыч открыл дорогу к дому Лосяша. Крош и Ёжик столкнулись с упавшим деревом, которое преграждало путь к дому Нюши. Копатыч помог поднять дерево, и путь оказался свободен.
Нюша загрустила и закрылась у себя в доме. Чтобы её развеселить, нужно совершить подвиг. Друзья полили кактус Ёжика водой из колодца, и на нём распустился цветок. Этот кактус Ёжик подарил Нюше, и она открыла дверь. Позже путь к домику Бараша оказался затоплен. Смешарики осушают лужу и будят Бараша.
Дальше они направились к Совунье, но она не слышала стука в дверь. Крош и Ёжик нашли мяч у водопада и бросили его в дверь, и Совунья открыла дверь. В доме Совунья и Кар-Карыч пили чай с вареньем. Совунья дала малиновое варенье, которое потом подарили Нюше, а в обмен получили пустую банку.
Чтобы привлечь внимание Пина, летающего на самолёте, понадобился усилитель голоса. Лосяш согласился отдать его в обмен на тёмные очки для наблюдения солнечного затмения. Для работы усилителя был нужен арбуз, который вырастил Копатыч. С его помощью Крош и Ёжик докричались до Пина, но тот не мог приземлиться из-за сломанного фонаря. Тогда друзья собрали светлячков во время затмения, посадили их в банку из-под варенья и заменили ею фонарь. Пин успешно приземлился.
Чтобы починить машину перемещений, Пину понадобились недостающие детали: тарелка, зеркало и счётчик. Тарелку дала Совунья, зеркало — Кар-Карыч в обмен на фотографию, а счётчик — Лосяш. Для запуска машины также понадобились чернила, бантик и тыква. Тыкву вырастил Копатыч, чернила достались после того, как Крош высушил дневник Бараша, а бантик Нюша отдала взамен напокраску калитки в розовый цвет.
Когда все детали были собраны, Крош и Ёжик снова вошли в машину и вернулись в родной мир, оказавшись в ангаре. Все смешарики собрались на праздник, и Лосяш удивился, что машина уже работала. Пока Крош и Ёжик рассказывали о своих приключениях, они снова нечаянно нажали на красную кнопку и оказались в новом мире — теперь уже в трёхмерном. Крош радовался новым приключениям, а Ёжик упал в обморок.

## Критика
Журнал «Лучшие компьютерные игры» подчеркнул узнаваемость стиля студии Trickster Games, ранее выпустившей игру «Танита, или Морское приключение», и провёл параллели между этими проектами по визуальной и жанровой составляющей. Пластилиновая графика и тёплая цветовая палитра были названы сильными сторонами, при этом критик отметила компактность локаций и общую скромность проекта по сравнению с предыдущей игрой разработчиков. Также положительно была оценена атмосфера. Игра получила высшую награду журнала — «Корону».
«Мир ПК» назвал проект «трехмерным пластилиновым продолжением приключений смешариков» и выделил простое управление, систему подсказок и интуитивный интерфейс. По мнению редакции, игра скорее развлекательная, чем развивающая, но при этом вполне подходящая для младшего возраста. Особенно отмечена дополнительная мастерская, где можно лепить персонажей, и оригинальное музыкальное сопровождение.
По мнению критика журнала «Навигатор игрового мира», «Смешарики: Параллельные миры» выделяются яркой графикой, приятной музыкой и обаянием персонажей, но страдают от перегруженности квестов и нелогичных игровых ситуаций. Задания порой требуют нестандартных, трудно угадываемых действий, что может вызвать затруднения даже у взрослого игрока, а тем более у ребёнка.